# Cornelis van der Matten
Cornelis van der Matten (1912-1988) was een Nederlandse verzetsstrijder. Hij was afkomstig uit Dordrecht. Later moest hij uitwijken naar Gouda omdat hij door de Duitsers werd gezocht. Zijn vrouw Meyntje en zijn schoonzus Jannegje Kijkuit waren ook actief in het verzet en de hulp aan Joden.
Hij was betrokken bij de illegale pers en de verzetsgroep TROUW.  Hier verdeelde hij het werk en organiseerde de distributie van de bladen in de regio Rotterdam en Gouda. Hij kreeg een Yad Vashem-onderscheiding.